# Тиеме, Роберто
Вальтер Роберто Тиеме Ширсанд (исп. Walter Roberto Thieme Schiersand; 16 ноября 1942, Сантьяго — 1 октября 2023, Сантьяго), в русскоязычном написании также Роберто Тиме — чилийский политик, революционный националист, генеральный секретарь и руководитель подпольного военизированного крыла ультраправой антикоммунистической организации Родина и свобода. Активный участник политической и диверсионно-террористической борьбы против президента Альенде и правительства «Народного единства». После военного переворота 11 сентября 1973 — противник военной диктатуры генерала Пиночета. Идеолог неофашистского «Третьего пути». В последние десятилетия своей жизни эволюционировал в направлении леворадикального национализма, поддерживал социально-протестные движения. Был также известен как бизнес-менеджер и художник.

## Происхождение, работа, взгляды
Родился в семье рабочего немецкого происхождения. Вальтер Тиеме, отец Роберто Тиеме, был членом Зарубежной организации НСДАП и информатором абвера, после ареста в 1943 некоторое время находился в заключении. С 1960-х родители Тиеме были связаны с немецкой общиной Чили через колонию Дигнидад. Вальтер Тиеме-старший некоторое время был управляющим фермы при немецком владельце. Сам Роберто Тиеме в юности был впечатлён жизнеустройством «добрых немцев» в Дигнидад.
Вальтер Тиеме оставил семью в детском возрасте сына. Последующие отношения складывались сложно. Роберто жил с матерью и у родственников в Аргентине. После школы Роберто Тиеме занялся бизнесом и достиг серьёзных успехов. Работал менеджером коммерческой фирмы, потом основал свою компанию по дизайну мебели. Структура Тиеме поставляла мебель в президентскую резиденцию и здание Национального конгресса. Принадлежал к обеспеченному среднему классу, имел ежемесячный доход в несколько сотен тысяч долларов.
С юности Роберто Тиеме был убеждённым националистом и непримиримым антикоммунистом. Отчасти это объяснялось семейным воспитанием, влиянием родителей и идеологической атмосферой Дигнидад. В то же время Тиеме отвергал нацизм, утверждал, что в политических кругах немецкой общины отсутствовали расизм, антисемитизм и агрессивность. Сам он был привержен идеям Третьего пути. Проявлял интерес к европейскому раннему фашизму и особенно к аргентинскому перонизму. Был крайне идеологизированной личностью, его жизненные установки определялись мировоззренческими принципами. В чертах характера выделялись импульсивность, прямолинейность, склонность к резким авантюрным действиям.
Сообразно своему мировоззрению, Роберто Тиеме крайне враждебно встретил приход к власти блока Народное единство (UP), президента-социалиста Сальвадора Альенде и правительства с участием коммунистов. В 1971 году Тиеме вступил в ультраправую антикоммунистическую организацию Родина и свобода (Patria y Libertad, PyL), созданную Пабло Родригесом.

## Оперативник «Родины и свободы»
В «Родине и свободе» Роберто Тиеме занял пост генерального секретаря (вторая позиция после Родригеса). Вложил в деятельность организации немалые личные средства, продал дом, автомобиль и самолёт. Стоял на радикально-националистической платформе, близкой к фалангизму и неофашизму. С самого начала Тиеме выступал за силовые методы борьбы, настаивал на формировании военизированной структуры PyL. Из-за этого конфликтовал с лидером умеренного крыла Хайме Гусманом, отвергавшим политическое насилие. В итоге Родригес принял сторону Тиеме и санкционировал диверсионно-террористические действия.
Первые боевые группы — Оперативные бригады специальных сил (BOFE) — Роберто Тиеме и Мигель Сесса формировали из ультраправых студентов Чилийского университета. Вскоре под руководством Тиеме в PyL был создан Оперативный фронт. Ближайшими помощниками Тиеме являлись двоюродный брат Эрнесто Миллер, инженер Мигель Сесса, боевик-оперативник Джон Шеффер.
На свои средства Тиеме закупил в Аргентине большую партию револьверов и полуавтоматических винтовок. Организовал десятки силовых и диверсионно-террористических акций. Боевики PyL устраивали взрывы инфраструктурных объектов, схватки с боевиками ультралевого движения MIR, нападения на функционеров и активистов UP, погромы и поджоги коммунистических партийных представительств. Действовал в контакте с военно-морской оппозицией из разведки чилийского ВМФ и тайного Морского братства Тихоокеанского Юга, возглавляемого адмиралом Хосе Торибио Мерино. По согласованию с вице-адмиралом Уго Кастро Тиеме организовал диверсионную кампанию, скоординированную с антиправительственным забастовочным движением.
Впоследствии Тиеме объяснял жёсткость тогдашних действий противостоянием угрозе коммунистической диктатуры, но отрицал причастность своих боевиков к убийству военно-морского адъютанта Альенде Артуро Арайи. Он положительно оценивал Пабло Родригеса как политического и идеологического лидера, но негативно отзывался о таких деятелях PyL, как Мануэль Фуэнтес Вендлинг, Майкл Таунли, Мариана Кальехас. Первого он считал проамериканским настроенным, второго просто агентом ЦРУ, третью — невменяемой фанатичкой. По его мнению, до 80 % членов и сторонников PyL составляли «не националисты, а истеричные антикоммунисты».
Деятельность PyL Тиеме рассматривал как не только антикоммунистическую, но и антикапиталистическую. Выступал под лозунгами национальной революции перонистского толка.

Революционное движение рабочих, студентов и армии должно было изменить соотношение сил в обществе, изменить производственные отношения, создать новый националистический строй.

Роберто Тиеме

Роберто Тиеме участвовал в подготовке мятежа «Танкетасо» 29 июня 1973 года. Мятеж был подавлен правительственными войсками под командованием генералов Карлоса Пратса и Аугусто Пиночета.
Скрываясь от преследований, Тиеме инсценировал свою гибель в авиакатастрофе и через Дигнидад перебрался в Аргентину. Там он сформировал вооружённый отряд из чилийских эмигрантов-антикоммунистов и аргентинских перонистов. Планировалось вторжение в Чили, чтобы оттянуть правительственные силы и обеспечить успех военного переворота. Содействие Тиеме оказали некоторые офицеры ВВС Аргентины и Полиция Буэнос-Айреса. Но в целом отношения с аргентинскими властями складывались при этом сложно, доходило до кратковременного ареста.
Сигнал к вторжению не последовал — военные посчитали его излишним. В конце августа 1973 Роберто Тиеме нелегально пробрался из Аргентины в Чили. Раскрыв своё местопребывание, он с девятью другими боевиками PyL явился в кафе и был арестован полицией в одном из ресторанов Сантьяго. Собственный арест он фактически спровоцировал сам. Ему были предъявлены обвинения в заговоре, терактах и диверсиях. Допрос вёл руководитель службы безопасности Альенде Макс Марамбио. Тиеме подвергся избиению, однако вёл себя резко и вызывающе.

## Конфликты при Пиночете
11 сентября 1973 года в Чили произошёл военный переворот. Правительство Альенде было свергнуто, к власти пришла Правительственная хунта во главе с генералом Пиночетом. Новые власти освободили арестованных противников прежнего правительства, в том числе Тиеме.
Уже 13 сентября 1973 Пабло Родригес объявил о роспуске PyL. Военные власти не намеревалась терпеть вооружённых гражданских союзников с опытом террористического подполья. Многие лидеры и активисты организации, начиная с Пабло Родригеса, были привлечены в государственный и пропагандистский аппарат нового режима. Однако Роберто Тиеме перешёл в оппозицию к военной диктатуре. Он осуждал политические репрессии, которые после свержения марксистского правительства считал излишними. После ряда критических выступлений, в свой день рождения 16 ноября 1973, Тиеме вместе с Шеффером был приглашён на беседу в Арику. Генерал Одланьер Мена спросил Тиеме, помнит ли он судьбу Мануэля Родригеса — борца за независимость Чили, после победы убитого по приказу Бернардо О'Хиггинса. Мена напомнил, что труп национального героя не хоронили неделю. Предупреждение прозвучало жёстко и недвусмысленно.

Переворот победил не только «Народное единство», но и нас, националистов.

Роберто Тиеме

С национально-революционных корпоративистских позиций Тиеме отвергал неолиберальный курс Пиночета, экономическую политику чикаго-бойз. Расправы над противниками после одержанной победы, убийства и особенно пытки вызывали у него возмущение. Позицию Хайме Гусмана, примкнувшего к хунте, Тиеме считал консервативным извращением корпоративистской идеи. По его мнению, в стране установилась очередная анти национальная диктатура — генералов, олигархов и тайной полиции ДИНА. К окончательному разрыву с хунтой подтолкнули Тиеме убийства Карлоса Пратса и Орландо Летельера.
Из членов хунты Тиеме поддерживал генерала Густаво Ли, но в целом он был выведен из политики (особенно после отстранения Ли в 1978). Вместе с активистом PyL Эдуардо Диасом Эррерой и лидером объединения сельхозпроизводителей Карлосом Подлечем Мишо Тиеме организовывал оппозиционные группы Националистическое народное движение и Южный ветер. Впоследствии Тиеме говорил о разработке «альтернативы диктатуре при поддержке индейцев мапуче, рабочих, фермеров, предпринимателей малого и среднего бизнеса, преследуемых неолиберализмом».
В результате Роберто Тиеме попал в поле зрения тайной полиции СЕНИ и был обвинён в планировании государственного переворота. В октябре 1982 года Тиеме вновь вынужден был эмигрировать — вначале в Аргентину, оттуда в США.

## Радикализм «Третьего пути»
В 1988 году Роберто Тиеме призывал чилийцев голосовать против Пиночета на национальном плебисците. После поражения Пиночета вернулся в Чили и попытался включиться в политический процесс, воссоздав «Родину и свободу» на прежней идеологической основе. Однако этот план не удался, в значительной степени из-за позиции Пабло Родригеса, сохранившего приверженность лично Пиночету. Тиеме сохранил глубокое уважение и благодарность Родригесу, поэтому воздержался от конфликта с ним.
Тиеме обвинял Пиночета в «предательстве национализма», политику хунты оценивал как «17-летнее разграбление страны» и «нарушения прав человека». Оставаясь убеждённым антикоммунистом, главным врагом в новых условиях он считал финансовый капитал и неолиберализм (в этом плане позиции Тиеме близки к взглядам Боба Сантамарии). Симпатизировал движениям Арабской весны и латиноамериканским правительствам «социализма XXI века», особенно Уго Чавесу и Рафаэлю Корреа. Признавал социальные достижения Кубы, одобрял реформы Рауля Кастро. Изучал сочинения Ленина и Че Гевары. Высказывался в том плане, что Че Гевара «так же защищал свою революцию, как PyL свою».

Я верю в вооружённую борьбу, социальный взрыв, анархию. Люди выйдут на улицы. Глобальный экономический кризис обрушит эту дьявольскую систему в 24 часа…
Я сделаю это. Движение будет называться Национальный народный фронт. Импульс «Родины и свободы» продолжится в революции.

Роберто Тиеме

Отзывы Тиеме о прежней деятельности были парадоксально противоречивыми. «Родину и свободу» он оценивал позитивно — но при этом заявлял, что с учётом последующего опыта поддерживал бы Альенде, говорил о своём «50-летнем кошмаре». Высказывал сожаление, что «не всем бойцам сумел внушить гуманистические ценности». Вооружённую борьбу PyL считал движением за национальную революцию, не признавал акции PyL террористическими, сравнивал с действиями французского антинацистского Сопротивления (с таких же позиций Тиеме оправдывал вооружённые выступления Патриотического фронта имени Мануэля Родригеса против режима Пиночета). Считал, что PyL прошла эволюцию от правого консерватизма к левому национализму. В то же время Тиеме подчёркивал, что Pyl прекратила существование в 1973 году и не может быть воссоздана в принципиально новых исторических условиях. «Псевдонационалистические попытки агрессивных групп» по такого рода воссозданию оценивал резко отрицательно.
В 2007 году вышла книга журналиста Мануэля Салазара Roberto Thieme, El Rebelde De Patria Y Libertad — Роберто Тиеме, восстание Родины и Свободы. Книга написана на основе воспоминаний Тиеме, содержит подробный рассказ о его жизни и системное изложение его взглядов.
Своими кумирами Роберто Тиеме называл Бернардо О’Хиггинса, Симона Боливара, Хосе Сан-Мартина, Хосе Мануэля Бальмаседу, Хуана Доминго Перона и Уго Чавеса. Свои взгляды характеризовал как перонистские, себя лично — как хустисиалиста.

## Позиции в практической политике
Политические неудачи в Чили побудили Роберто Тиеме переселиться в соседнюю Аргентину, где он не имел широкой известности и мог жить частной жизнью, без вовлечения в политическую борьбу. Был сторонником Кристины Киршнер. Однако он регулярно приезжал в Чили, продолжал выступать с заявлениями по чилийской политике. Активно пропагандировал исторический опыт PyL, идеи национальной революции, корпоративизма и «Третьего пути».
Позиционировался Тиеме как жёсткий противник неолиберальной экономической модели и финансовой элиты. Выступал за пересмотр «конституции Пиночета—Лагоса», которая «служит экономическому господству и несёт угрозу политической диктатуры». Требовал отказа от высоких депутатских окладов в «коррумпированном конгрессе». Солидаризировался с социально-протестными движениями и леворадикальными силами. С энтузиазмом поддержал студенческие протесты 2011 года и беспорядки в 2014 и массовые акции 2019. Призывал протестующих действовать жёстче, не останавливаться перед насилием, ставил в пример якобинский террор.
На президентских выборах 2017 Тиеме резко критиковал кандидата правых Хосе Антонио Каста как представителя «пиночетовской олигархии». Поддерживал Беатрис Санчес, представительницу Широкого фронта.

Я лично знаю Беатрис, я знаю её ум, подготовку, искренность, честность и лидерские качества. Я полностью разделяю её политический, экономический и социальный проект, который позволил бы стране окончательно преодолеть неолиберализм с помощью новой модели развития, сочетающей независимость, суверенитет и социальную справедливость.

Роберто Тиеме

Роберто Тиеме занимал антизападные и антиамериканские позиции, резко критиковал администрацию Дональда Трампа и её политику в Латинской Америке. В 2016 году, после избрания президентом Аргентины неолиберала Маурисио Макри, Тиеме с женой перебрались в Пакистан. Изучал текущие геополитические конфликты и войны в Центральной Азии. Возвратился в Аргентину в конце 2019 года, когда победу на выборах одержал перонист-киршнерист Альберто Фернандес.
На чилийских президентских выборах 2021 Роберто Тиеме вновь жёстко осудил Хосе Антонио Каста и поддержал кандидата левой коалиции демосоциалиста Габриэля Борича. Приветствовал избрание Борича, одобрял его программу как «внушающую надежду», но критиковал за умеренность. Позиционировался как революционер-националист, антикапиталист, антиолигархист, антиимпериалист и сторонник народа мапуче. Категорически отказывался признавать себя крайне правым — заявлял, что такая характеристика для него оскорбительнее обвинений в терроре и убийствах.

## Личная жизнь
Роберто Тиеме был женат пять раз. В первом браке его женой была Мариэтта Маньяско, во втором — Бланка Лион, в третьем — фотомодель Бланка Эччевария.
Четвёртой женой Роберто Тиеме стала Лусия Пиночет — старшая дочь генерала. Этот брак не получил одобрения Аугусто Пиночета и не улучшил его отношения с Тиеме. Сам Тиеме считает связь с Лусией Пиночет своей ошибкой, поскольку она взяла сторону отца в политическом противостоянии.
Последней женой Роберто Тиеме стала англичанка-литературовед Изабелла Энтвайстл. Проживая с мужем в Исламабаде, она работала учительницей в англоязычной школе.
В пяти браках Тиеме имел шестерых детей. С пятью из них он находился в конфликтных отношениях по политическим причинам, называл «fachos» («фашистами»). Особенности личной жизни создали Роберто Тиеме репутацию не только «экстремиста», «фашистского террориста», но и «плейбоя». Этому способствовали его личностные особенности — бравирование «экстремизмом», молодёжный стиль поведения даже в весьма преклонном возрасте.
Роберто Тиеме с Изабеллой Энтвайстл жили в пригороде Буэнос-Айреса. Имели дом в Кинтеро (Чили). Тиеме профессионально занимался живописью, увлекался творчеством Моне и Миро. Картины Тиеме выставлялись Буэнос-Айресе, Нью-Йорке, Париже.

## Смерть и память
Скончался 80-летний Роберто Тиеме от тяжёлой болезни после лечения в немецкой клинике Сантьяго. В семейном сообщении говорилось, что похороны будут носить сугубо частный характер.
В многочисленных некрологах отмечалась яркость этой личности, заметный след в чилийской политической истории, впечатляющее для ультраправого «обращение влево». Авторы вспоминали Роберто Тиеме как самого опасного и стойкого врага Альенде, радикально изменившего позицию и ставшего леворадикальным противником Пиночета.